# Baby You're So Cool
"Baby You're So Cool" foi o primeiro single tirado do álbum Red, segundo disco do cantor norueguês Sway, conhecido mais tarde como Espen Lind.

## Produção
A música foi produzida pelo próprio cantor e lançada em 1997, exclusivamente na Noruega, tendo alcançado grande êxito nas rádios do país. 
O sucesso rendeu a Sway uma audição com os executivos da Universal Music International em Nova York, que decidiram sem demora lançá-lo no resto do mundo. 
O álbum Red foi lançado mundialmente no ano seguinte, contendo uma nova mixagem da música, produzida por Bob Rosa.

## CD Single
- Noruega  (Promocional) [2]

1. Baby You're So Cool - 3:48

## Ligações Externas
- Baby You're So Cool no UOL música